# 円融寺 (勅願寺)
円融寺（えんゆうじ）は、かつて京都に存在した円融天皇の御願寺。

## 概要
円融寺は、円融天皇の勅願寺として983年（永観元）に創建された。984年（永観2）に円融天皇は譲位し、朱雀院上皇と称された。翌985年（寛和元）に上皇は出家し、以後、円融寺に居住し続けた。991年（正暦2）、上皇は同寺にて没した。上皇の陵墓は円融寺に営まれた。以上のことから、上皇は「円融院」と追号された。
円融天皇没後の円融寺は、次第に衰退していき、平安時代末になると藤原実能が同寺址に山荘を建てた。山荘内には徳大寺または得大寺という寺院が創建され、実能の子孫は徳大寺家を称した。室町時代の1450年（宝徳2）、細川勝元は徳大寺家から山荘を譲り受けると、同地に竜安寺を創建した。